# NGC 6814
NGC 6814是一個距離地球約7500萬光年的中間螺旋星系，在天球上位於天鷹座，因此根據NGC 6814與地球距離和該星系在天球上的角直徑可得知盤面橫跨85000光年。

## 概要
NGC 6814擁有一個極為明亮的核心，並且被分類為1.5型西佛星系。NGC 6814同時也是一個強度高度變化的X射線來源，並且該星系的紫外線和可見光輻射強度也有變化情形，但變化幅度較平緩，且比X射線晚2日。紫外線和可見光光變週期滯後且變化幅度較平緩的原因被認為是吸積盤內的X射線再生成所導致。NGC 6814的活动星系核形成原因被認為是中心的質量約太陽1800萬倍的超大質量黑洞。並且在NGC 6814內可觀測到許多沿著塵埃聚集的旋臂分布的電離氣體區域。

## 外部連結
- WikiSky上关于NGC 6814的内容：DSS2, SDSS, GALEX, IRAS, 氢α, X射线, 天文照片, 天图, 文章和图片